# Pachyrhinus glabratus
Pachyrhinus glabratus é uma espécie de insetos coleópteros polífagos pertencente à família Curculionidae.
A autoridade científica da espécie é Chevrolat, tendo sido descrita no ano de 1866.
Trata-se de uma espécie presente no território português.